# Rob Kreider
Robert "Rob" Kreider (ur. 1972) – amerykański kulturysta, osobisty trener i model pochodzący z Waszyngtonu.

## Warunki fizyczne
- wzrost: 170 cm
- waga: 88 kg

## Osiągnięcia
| Zawody                                                          | Rok  | Waga                                 | Pozycja |
| --------------------------------------------------------------- | ---- | ------------------------------------ | ------- |
| NPC East Coast Classic                                          | 2009 | lekkociężka (ang. light-heavyweight) | #2      |
| NPC VA/DC State                                                 | 2008 | lekkociężka (ang. light-heavyweight) | #4      |
| NPC Maryland State                                              | 2008 | lekkociężka (ang. light-heavyweight) | #3      |
| NPC Nationals                                                   | 2007 | średnia (ang. middleweight)          | #9      |
| NPC USA                                                         | 2007 | lekkociężka (ang. light-heavyweight) | #16     |
| NPC Garden State Classic                                        | 2007 | lekkociężka (ang. light-heavyweight) | #2      |
| NPC Nationals Championship                                      | 2005 | średnia (ang. middleweight)          | #14     |
| NPC Nationals Championships                                     | 2004 | średnia (ang. middleweight)          | #7      |
| NPC USA Championships                                           | 2004 | średnia (ang. middleweight)          | #9      |
| NPC BodyRock Championships                                      | 2004 | lekkociężka (ang. light-heavyweight) | #1      |
| NPC Nationals Championships                                     | 2003 | średnia (ang. middleweight)          | #15     |
| NPC Nationals Championships                                     | 2002 | średnia (ang. middleweight)          | #3      |
| NPC USA Championships                                           | 2002 | lekkociężka (ang. light-heavyweight) | #12     |
| Body Rock Classic                                               | 2002 | lekkociężka (ang. light-heavyweight) | #1      |
| Virginia State/ DC Championships                                | 2001 | lekkociężka (ang. light-heavyweight) | #3      |
| Body Rock Classic Monica Brant Fitness Championships            | 2001 | lekkociężka (ang. light-heavyweight) | #4      |
| Body Rock Classic Monica Brant Fitness Championships            | 2000 | lekkociężka (ang. light-heavyweight) | #5      |
| Kevin Levrone Classic Maryland State Bodybuilding Championships | 1998 | lekkociężka (ang. light-heavyweight) | #4      |
| Bev Francis' Atlantic States                                    | 1998 | lekkociężka (ang. light-heavyweight  | #6      |
| Body Rock Classic                                               | 1996 | średnia (ang. middleweight)          | #5      |
| Maryland State Bodybuilding Championships                       | 1996 | średnia (ang. middleweight)          | #2      |
| Maryland State Bodybuilding Championships                       | 1994 | lekka (ang. lightweight)             | #7      |
| Mr. Annapolis                                                   | 1992 | lekka (ang. lightweight)             | #4      |